# Lehigh University
Lehigh University je soukromá univerzita v Bethlehemu v americkém státě Pensylvánie.
Škola byla založena v roce 1865.
Podle Lehigh University byl pojmenován asteroid Lehigh.

## Slavné osobnosti

### Profesoři
- Michael Behe - americký biochemik
- Zdenek Slouka - český novinář, politolog, vysokoškolský profesor

### Absolventi
- John-David F. Bartoe – astrofyzik, americký kosmonaut
- Terry Hart – americký kosmonaut
- Lee Iacocca – významný manažer automobilového průmyslu
- David P. Daniel – americký historik a teolog slovenského původu